# Parlamentswahl in Trinidad und Tobago 1986
Die Parlamentswahl in Trinidad und Tobago 1986 fand am 15. Dezember 1986 statt. Bei dieser turnusmäßigen Wahl wurden alle Mitglieder des Repräsentantenhauses, das damals 36 Mitglieder umfasste, neu gewählt.

## Hintergrund
Bei den Wahlen 1986 stand die seit 1956 regierende People’s National Movement (PNM) zum ersten Mal einer breiten Opposition gegenüber, der National Alliance for Reconstruction (NAR). Die gemäßigte NAR bestand aus den vier Parteien United Labour Front (ULF), dem auf Tobago aktiven Democratic Action Congress (DAC), dem Tapia House Movement sowie Organization for National Reconstruction. Diese Allianz wurde von Arthur N. R. Robinson geleitet.
Die wichtigsten Themen des Wahlkampfes waren die Wirtschaft und der Vorwurf, dass die Korruption bis in höchste Kreise reicht. Die Opposition warf der Regierung vor, dass die vom Erdöl abhängige Wirtschaft des Landes, die von einem starken Rückgang der Weltmarktpreise für Erdöl beeinträchtigt war, zusätzlich durch die Misswirtschaft der Regierung geschädigt wurde. Die Opposition verwies auf die gestiegene der Arbeitslosigkeit und betonte die Notwendigkeit einer Umstrukturierung der Wirtschaft und versprach sich gegen Korruption, Verschwendung und Ineffizienz einzusetzen. Die PNM, unter der Leitung von Premierminister George Chambers, verwies hauptsächlich auf die Erfolge der Vergangenheit.

## Wahlergebnis
Am Wahltag errang die NAR einen unerwartet großen Sieg und eroberte 33 der 36 Sitze im Repräsentantenhaus. Arthur Robinson wurde am 16. Dezember als neuer Premierminister vereidigt.
| Partei                                     | %    | Sitze |
| ------------------------------------------ | ---- | ----- |
| National Alliance for Reconstruction (NAR) | 67,3 | 33    |
| People’s National Movement (PNM)           | 31,1 | 3     |
| National Joint Action Committee            | 1,5  | 0     |
| People’s Popular Movement                  | 0,1  | 0     |